# Sauris abortivata
Sauris abortivata är en fjärilsart som beskrevs av Achille Guenée 1858. Sauris abortivata ingår i släktet Sauris och familjen mätare. Inga underarter finns listade.